# Llista d'asteroides/1001–1100
| Nom                | Designació provisional | Data de descobriment    | Descobridor/s            |
| ------------------ | ---------------------- | ----------------------- | ------------------------ |
| (1001) Gaussia     | 1923 OA                | 8 d'agost del 1923      | S. Beljavskij            |
| (1002) Olbersia    | 1923 OB                | 15 d'agost del 1923     | V. Albitskij             |
| (1003) Lilofee     | 1923 OK                | 13 de setembre del 1923 | K. Reinmuth              |
| (1004) Belopolskya | 1923 OS                | 5 de setembre del 1923  | S. Beljavskij            |
| (1005) Arago       | 1923 OT                | 5 de setembre del 1923  | S. Beljavskij            |
| (1006) Lagrangea   | 1923 OU                | 12 de setembre del 1923 | S. Beljavskij            |
| (1007) Pawlowia    | 1923 OX                | 5 d'octubre del 1923    | V. Albitskij             |
| (1008) La Paz      | 1923 PD                | 31 d'octubre del 1923   | M. F. Wolf               |
| (1009) Sirene      | 1923 PE                | 31 d'octubre del 1923   | K. Reinmuth              |
| (1010) Marlene     | 1923 PF                | 12 de novembre del 1923 | K. Reinmuth              |
| (1011) Laodamia    | 1924 PK                | 5 de gener del 1924     | K. Reinmuth              |
| (1012) Sarema      | 1924 PM                | 12 de gener del 1924    | K. Reinmuth              |
| (1013) Tombecka    | 1924 PQ                | 17 de gener del 1924    | B. Jekhovsky             |
| (1014) Semphyra    | 1924 PW                | 29 de gener del 1924    | K. Reinmuth              |
| (1015) Christa     | 1924 QF                | 31 de gener del 1924    | K. Reinmuth              |
| (1016) Anitra      | 1924 QG                | 31 de gener del 1924    | K. Reinmuth              |
| (1017) Jacqueline  | 1924 QL                | 4 de febrer del 1924    | B. Jekhovsky             |
| (1018) Arnolda     | 1924 QM                | 3 de març del 1924      | K. Reinmuth              |
| (1019) Strackea    | 1924 QN                | 3 de març del 1924      | K. Reinmuth              |
| (1020) Arcadia     | 1924 QV                | 7 de març del 1924      | K. Reinmuth              |
| (1021) Flammario   | 1924 RG                | 11 de març del 1924     | M. F. Wolf               |
| (1022) Olympiada   | 1924 RT                | 23 de juny del 1924     | V. Albitskij             |
| (1023) Thomana     | 1924 RU                | 25 de juny del 1924     | K. Reinmuth              |
| (1024) Hale        | 1923 YO13              | 2 de desembre del 1923  | G. van Biesbroeck        |
| (1025) Riema       | 1923 NX                | 12 d'agost del 1923     | K. Reinmuth              |
| (1026) Ingrid      | 1923 NY                | 13 d'agost del 1923     | K. Reinmuth              |
| (1027) Aesculapia  | 1923 YO11              | 11 de novembre del 1923 | G. van Biesbroeck        |
| (1028) Lydina      | 1923 PG                | 6 de novembre del 1923  | V. Albitskij             |
| (1029) La Plata    | 1924 RK                | 28 d'abril del 1924     | J. Hartmann              |
| (1030) Vitja       | 1924 RQ                | 25 de maig del 1924     | V. Albitskij             |
| (1031) Arctica     | 1924 RR                | 6 de juny del 1924      | S. Beljavskij            |
| (1032) Pafuri      | 1924 SA                | 30 de maig del 1924     | H. E. Wood               |
| (1033) Simona      | 1924 SM                | 4 de setembre del 1924  | G. van Biesbroeck        |
| (1034) Mozartia    | 1924 SS                | 7 de setembre del 1924  | V. Albitskij             |
| (1035) Amata       | 1924 SW                | 29 de setembre del 1924 | K. Reinmuth              |
| (1036) Ganymed     | 1924 TD                | 23 d'octubre del 1924   | W. Baade                 |
| (1037) Davidweilla | 1924 TF                | 29 d'octubre del 1924   | B. Jekhovsky             |
| (1038) Tuckia      | 1924 TK                | 24 de novembre del 1924 | M. F. Wolf               |
| (1039) Sonneberga  | 1924 TL                | 24 de novembre del 1924 | M. F. Wolf               |
| (1040) Klumpkea    | 1925 BD                | 20 de gener del 1925    | B. Jekhovsky             |
| (1041) Asta        | 1925 FA                | 22 de març del 1925     | K. Reinmuth              |
| (1042) Amazone     | 1925 HA                | 22 d'abril del 1925     | K. Reinmuth              |
| (1043) Beate       | 1925 HB                | 22 d'abril del 1925     | K. Reinmuth              |
| (1044) Teutonia    | 1924 RO                | 10 de maig del 1924     | K. Reinmuth              |
| (1045) Michela     | 1924 TR                | 19 de novembre del 1924 | G. van Biesbroeck        |
| (1046) Edwin       | 1924 UA                | 1 de desembre del 1924  | G. van Biesbroeck        |
| (1047) Geisha      | 1924 TE                | 17 de novembre del 1924 | K. Reinmuth              |
| (1048) Feodosia    | 1924 TP                | 29 de novembre del 1924 | K. Reinmuth              |
| (1049) Gotho       | 1925 RB                | 14 de setembre del 1925 | K. Reinmuth              |
| (1050) Meta        | 1925 RC                | 14 de setembre del 1925 | K. Reinmuth              |
| (1051) Merope      | 1925 SA                | 16 de setembre del 1925 | K. Reinmuth              |
| (1052) Belgica     | 1925 VD                | 15 de novembre del 1925 | E. Delporte              |
| (1053) Vigdis      | 1925 WA                | 16 de novembre del 1925 | M. F. Wolf               |
| (1054) Forsytia    | 1925 WD                | 20 de novembre del 1925 | K. Reinmuth              |
| (1055) Tynka       | 1925 WG                | 17 de novembre del 1925 | E. Buchar                |
| (1056) Azalea      | 1924 QD                | 31 de gener del 1924    | K. Reinmuth              |
| (1057) Wanda       | 1925 QB                | 16 d'agost del 1925     | G. Shajn                 |
| (1058) Grubba      | 1925 MA                | 22 de juny del 1925     | G. Shajn                 |
| (1059) Mussorgskia | 1925 OA                | 19 de juliol del 1925   | V. Albitskij             |
| (1060) Magnolia    | 1925 PA                | 13 d'agost del 1925     | K. Reinmuth              |
| (1061) Paeonia     | 1925 TB                | 10 d'octubre del 1925   | K. Reinmuth              |
| (1062) Ljuba       | 1925 TD                | 11 d'octubre del 1925   | S. Beljavskij            |
| (1063) Aquilegia   | 1925 XA                | 6 de desembre del 1925  | K. Reinmuth              |
| (1064) Aethusa     | 1926 PA                | 2 d'agost del 1926      | K. Reinmuth              |
| (1065) Amundsenia  | 1926 PD                | 4 d'agost del 1926      | S. Beljavskij            |
| (1066) Lobelia     | 1926 RA                | 1 de setembre del 1926  | K. Reinmuth              |
| (1067) Lunaria     | 1926 RG                | 9 de setembre del 1926  | K. Reinmuth              |
| (1068) Nofretete   | 1926 RK                | 13 de setembre del 1926 | E. Delporte              |
| (1069) Planckia    | 1927 BC                | 28 de gener del 1927    | M. F. Wolf               |
| (1070) Tunica      | 1926 RB                | 1 de setembre del 1926  | K. Reinmuth              |
| (1071) Brita       | 1924 RE                | 3 de març del 1924      | V. Albitskij             |
| (1072) Malva       | 1926 TA                | 4 d'octubre del 1926    | K. Reinmuth              |
| (1073) Gellivara   | 1923 OW                | 14 de setembre del 1923 | J. Palisa                |
| (1074) Beljawskya  | 1925 BE                | 26 de gener del 1925    | S. Beljavskij            |
| (1075) Helina      | 1926 SC                | 29 de setembre del 1926 | G. N. Neujmin            |
| (1076) Viola       | 1926 TE                | 5 d'octubre del 1926    | K. Reinmuth              |
| (1077) Campanula   | 1926 TK                | 6 d'octubre del 1926    | K. Reinmuth              |
| (1078) Mentha      | 1926 XB                | 7 de desembre del 1926  | K. Reinmuth              |
| (1079) Mimosa      | 1927 AD                | 14 de gener del 1927    | G. van Biesbroeck        |
| (1080) Orchis      | 1927 QB                | 30 d'agost del 1927     | K. Reinmuth              |
| (1081) Reseda      | 1927 QF                | 31 d'agost del 1927     | K. Reinmuth              |
| (1082) Pirola      | 1927 UC                | 28 d'octubre del 1927   | K. Reinmuth              |
| (1083) Salvia      | 1928 BC                | 26 de gener del 1928    | K. Reinmuth              |
| (1084) Tamariwa    | 1926 CC                | 12 de febrer del 1926   | S. Beljavskij            |
| (1085) Amaryllis   | 1927 QH                | 31 d'agost del 1927     | K. Reinmuth              |
| (1086) Nata        | 1927 QL                | 25 d'agost del 1927     | S. Beljavskij, N. Ivanov |
| (1087) Arabis      | 1927 RD                | 2 de setembre del 1927  | K. Reinmuth              |
| (1088) Mitaka      | 1927 WA                | 17 de novembre del 1927 | O. Oikawa                |
| (1089) Tama        | 1927 WB                | 17 de novembre del 1927 | O. Oikawa                |
| (1090) Sumida      | 1928 DG                | 20 de febrer del 1928   | O. Oikawa                |
| (1091) Spiraea     | 1928 DT                | 26 de febrer del 1928   | K. Reinmuth              |
| (1092) Lilium      | 1924 PN                | 12 de gener del 1924    | K. Reinmuth              |
| (1093) Freda       | 1925 LA                | 15 de juny del 1925     | B. Jekhovsky             |
| (1094) Siberia     | 1926 CB                | 12 de febrer del 1926   | S. Beljavskij            |
| (1095) Tulipa      | 1926 GS                | 14 d'abril del 1926     | K. Reinmuth              |
| (1096) Reunerta    | 1928 OB                | 21 de juliol del 1928   | H. E. Wood               |
| (1097) Vicia       | 1928 PC                | 11 d'agost del 1928     | K. Reinmuth              |
| (1098) Hakone      | 1928 RJ                | 5 de setembre del 1928  | O. Oikawa                |
| (1099) Figneria    | 1928 RQ                | 13 de setembre del 1928 | G. N. Neujmin            |
| (1100) Arnica      | 1928 SD                | 22 de setembre del 1928 | K. Reinmuth              |